# 와타나베 카오루 (가수)
와타나베 카오루(일본어: 渡辺 かおる, 1969년 7월 16일 ~ )는 일본의 가수이다.